# Cologne, Brescia
Cologne là một đô thị thuộc tỉnh Brescia trong vùng Lombardia ở Ý. Đô thị này có diện tích 13 km², dân số thời điểm 31 tháng 12 năm 2004 là 7003 người.
Đô thị này giáp với các đô thị sau: Chiari, Coccaglio, Erbusco, Palazzolo sull'Oglio.